# Alexander von Humboldt
Friedrich Heinrich Alexander Freiherr von Humboldt, detto Alexander (Berlino, 14 settembre 1769 – Berlino, 6 maggio 1859), è stato un naturalista, esploratore, geografo e botanico tedesco.
Era il fratello minore dello statista e intellettuale Wilhelm von Humboldt.
Le sue opere oltre al successo editoriale, furono d'ispirazione a numerosi autori tra i quali: Charles Darwin, Henry David Thoreau, George Perkins Marsh, Simón Bolívar, Ernst Haeckel, John Muir, Edgar Allan Poe.

## Infanzia e gioventù

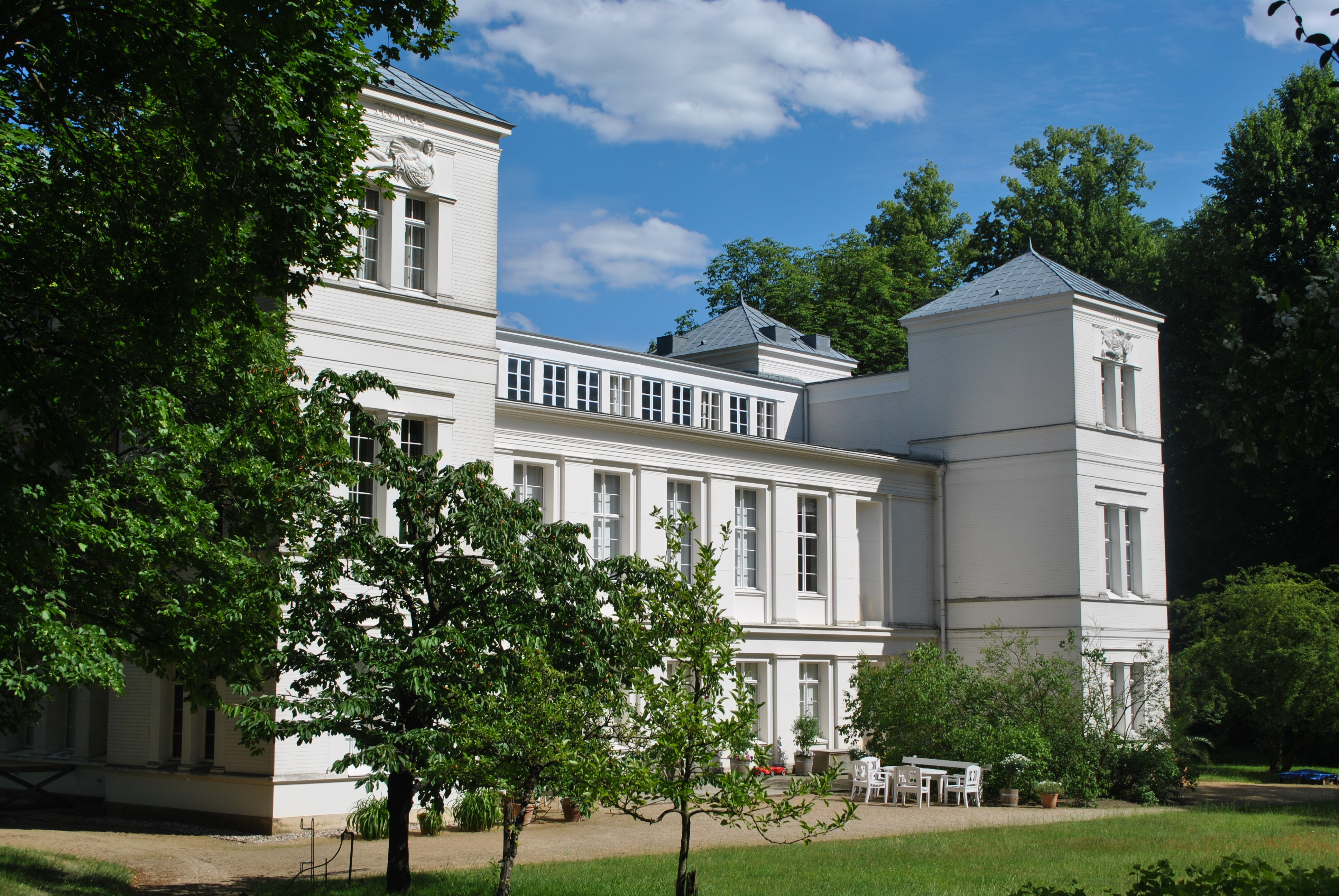
Tegel Palace, Berlino, Germania

Il padre di Alexander von Humboldt, Alexander Georg, originario della Pomerania era ufficiale prussiano e in seguito ai meriti ottenuti nel corso della guerra dei sette anni fu nominato ciambellano. Nel 1766 sposò Marie Elizabeth von Colomb, vedova del barone von Hollwede e figlia di una benestante famiglia ugonotta. Dal matrimonio nacquero due figli: Wilhelm (nato a Potsdam nel 1767) e Alexander nato due anni dopo.
Alexander trascorse la sua infanzia presso il castello di Tegel, in seguito descrisse questo periodo come molto noioso. Quando suo padre, nel 1779, morì in modo del tutto inatteso, la madre si incaricò dell'educazione dei due figli garantendo loro ottimi insegnanti che permisero loro l'accesso agli ambienti intellettuali berlinesi.

## Gli studi
Nel 1787 la madre inviò entrambi i figli a studiare presso l'università di Francoforte sull'Oder che ai tempi era una delle più importanti università in Prussia. Alexander vi studiò per sei mesi finanza, scienze mercantili, scienze storiche, medicina, fisica e matematica. Il 25 aprile 1789 si immatricolò, seguendo il fratello, presso l'Università di Gottinga, il centro dell'illuminismo scientifico tedesco.
Seguì le lezioni di fisica e chimica tenute da Georg Christoph Lichtenberg, Christian Gottlob Heyne e Johann Friedrich Blumenbach. La notizia della Rivoluzione francese lo entusiasmò. Nello stesso anno un'escursione scientifica sul Reno fu l'occasione per un'anticipazione delle sue opere future, scrisse un trattato scientifico sulle rocce basaltiche del Reno dal titolo Mineralogische Beobachtungen über einige Basalte am Rhein (Braunschweig, 1790). La sua voglia di fare viaggi in luoghi lontani crebbe frequentando Georg Forster, il genero di Christian Gottlob Heyne, che dal 1772 al 1775 aveva accompagnato James Cook nel suo secondo viaggio.
Da questo momento in poi tutto il suo percorso di studi fu finalizzato a un solo obiettivo, diventare esploratore per condurre ricerche scientifiche. Studiò lingue ed economia ad Amburgo, geologia a Freiberg e anatomia, astronomia e l'uso di strumenti scientifici a Jena.
Le sue ricerche sulla vegetazione furono sintetizzate nella pubblicazione di Florae Fribergensis Specimen (1793) e i risultati dei lunghi studi anatomici furono riassunti nell'opera Versuche über die gereizte Muskel- und Nervenfaser (Berlino, 1797).

## Primi viaggi
Il 29 febbraio 1792 fu ufficialmente assunto presso la società mineraria statale prussiana. Sebbene non trascurasse la professione, dedicò molto tempo ai suoi studi scientifici, motivo per cui la sua carriera non fu rapida. Nonostante ciò gli furono spesso assegnati compiti importanti in ambito diplomatico.
Nel 1794 fu introdotto nella società di Weimar. Nell'estate del 1790 intraprese, insieme a Georg Forster un breve viaggio in Inghilterra, nel 1792 soggiornò a Vienna e nel 1795 fece un viaggio di studio della botanica e della geologia che lo portò in Svizzera e in Italia.
La morte della sua benestante madre avvenuta il 19 novembre 1796 gli permise di dimettersi dai suoi impegni professionali e dedicarsi alla realizzazione dei suoi progetti di viaggio.
A causa del rinvio del viaggio intorno al mondo a vela pianificato da Nicolas Baudin, al quale era invitato a partecipare, decise di lasciare Parigi insieme al medico e botanico francese Aimé Bonpland, per dirigersi a Marsiglia, con lo scopo di incontrare Napoleone in Egitto. Humboldt e Bonpland finirono per ritrovarsi a Madrid da dove partirono per una spedizione nelle colonie americane, grazie al supporto del ministro Raphael d'Urquijo.

## La spedizione in Sudamerica

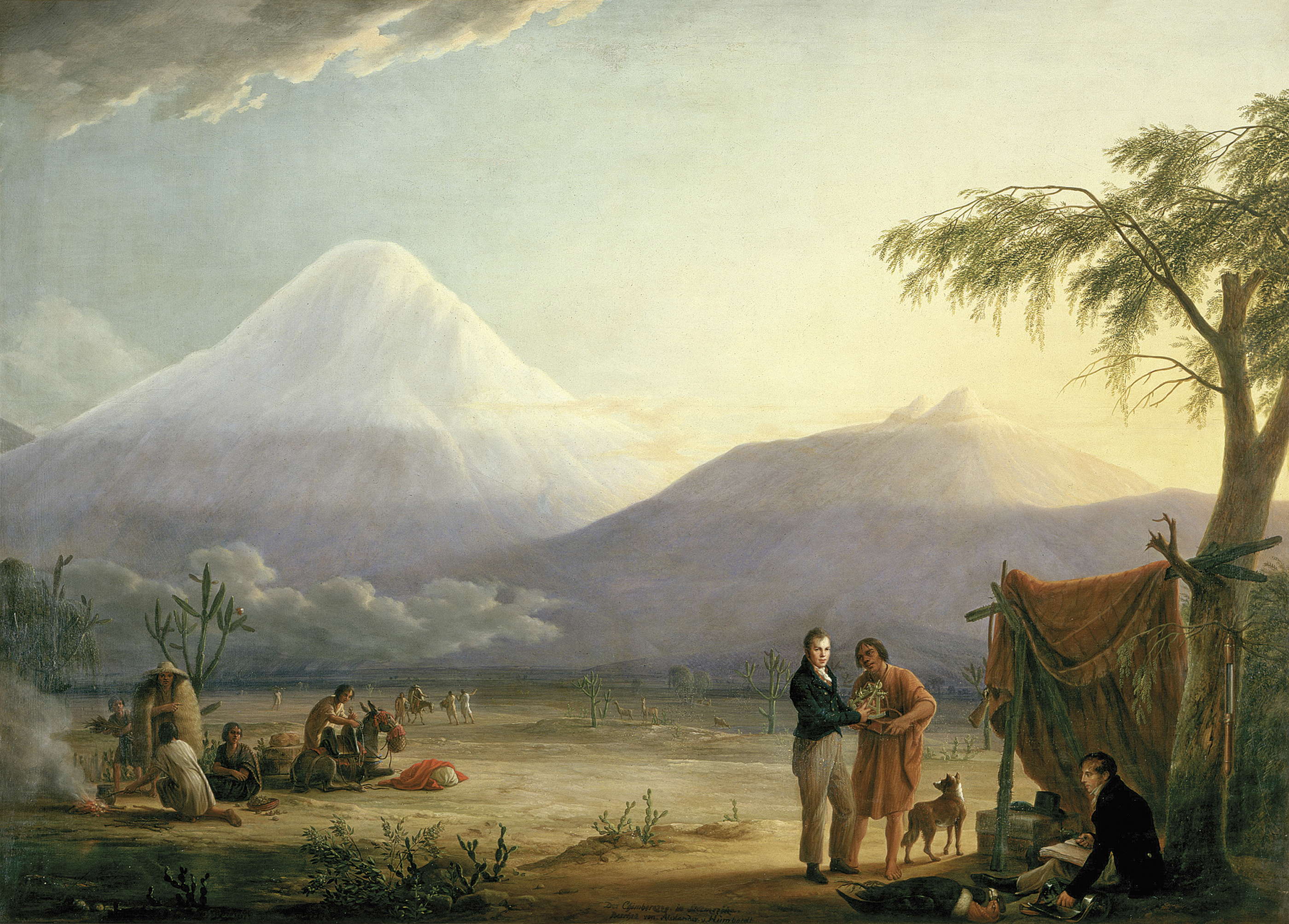
Humboldt e Aime Bonpland ai piedi del vulcano Chimborazo

Il 5 giugno 1799 salparono da La Coruña a bordo della nave "Pizarro". A bordo si trovavano moderni strumenti, sestanti, quadranti, telescopi, cronometri, teodoliti, inclinometri, cianometri, igrometri, barometri e termometri, per effettuare il maggior numero di misurazioni possibili.
Dapprima rimasero per sei giorni a Tenerife, dove scalarono il vulcano Pico del Teide ed effettuarono alcune ricerche climatologiche. Dopo una traversata durata 22 giorni approdarono, il 16 luglio 1799, a Cumaná in Venezuela, la prima tappa nel nuovo mondo. La notte fra l'11 e il 12 novembre 1799 osservarono una pioggia di meteore delle Leonidi; la descrizione di quest'evento pose le basi per il successivo riconoscimento della periodicità di tali eventi.
Da Cumaná Humboldt e Bonpland si diressero a Caracas.
Nel febbraio 1800 abbandonarono la costa per esplorare il sistema fluviale del Rio Orinoco. Questo avventuroso viaggio che in quattro mesi fece loro percorrere 2 775 km di territori selvaggi e inesplorati, portò alla dimostrazione dell'esistenza del tanto discusso canale naturale Casiquiare che collega il fiume Orinoco al Rio Negro (affluente del Rio delle Amazzoni).
Il 24 novembre 1800 i due amici salparono per Cuba, per poi fare ritorno sulla terraferma a Cartagena (Colombia), dopo un soggiorno durato alcuni mesi. Dopo aver percorso il Rio Magdalena verso la sorgente e aver attraversato le alture ferrose delle Ande, raggiunsero il 6 gennaio 1802 dopo un lungo ed estenuante viaggio Quito, oggi in Ecuador. Qui furono i primi europei a scalare entrambe le cime del vulcano Pichincha (4 960 m) e (4 794 m).
Durante il loro soggiorno, il 23 giugno 1802, Alexander von Humboldt, Aimé Bonpland e Carlos Montúfar tentarono di scalare il monte Chimborazo (6 310 m). Giunsero presumibilmente fino a quota 5 600 m ma in seguito a questo tentativo di scalata descrissero con precisione i sintomi del mal di montagna. Per circa trent'anni mantennero il record di altitudine raggiunta durante una scalata.
Il 9 novembre 1802, mentre si trovava a Callao in Perù, Humboldt osservò il transito di Mercurio. Studiò inoltre le proprietà fertilizzanti del guano, premessa per l'introduzione del guano in Europa.
Una traversata tempestosa li portò in Messico. Qui soggiornarono per quasi un anno per svolgere studi naturalistici, storici e geo-politici. Tra le altre cose Humboldt si interessò del calendario degli Aztechi. Sulla via del ritorno sbarcarono negli USA, dove visitarono Filadelfia, Baltimora e Washington. Qui furono ricevuti personalmente dal presidente degli Stati Uniti Thomas Jefferson. Alla foce del Delaware presero di nuovo la via del mare e approdarono il 3 agosto 1804 a Bordeaux.
Durante l'intera spedizione attraverso l'America Latina Humboldt e Bonpland percorsero 9 650 km, in parte a piedi, in parte a cavallo o in canoa. Il viaggio esplorativo che li portò attraverso il territorio delle odierne Venezuela, Colombia, Ecuador, Perù, Cuba e Messico fu fisicamente assai impegnativo e pericoloso. Curiosamente per i tempi, questo viaggio non fu ispirato da scopi economici o commerciali, ma da sinceri e profondi interessi scientifici.

### Risultati della spedizione sudamericana
Durante il loro viaggio che era durato dal 1799 al 1804 avevano fissato meridiani e paralleli, preparato mappe geografiche, studiato 60 000 piante, delle quali 6 300 erano sconosciute, introdotto la fitogeografia e descritto la corrente di Humboldt, così chiamata in suo onore.
Humboldt comunicò all'istituto di Parigi leggendo un libro di memorie la sua scoperta dell'indebolimento del campo magnetico terrestre dai poli all'equatore. La sua importanza fu sottolineata dalla veloce comparsa di controtesi. I suoi contributi alla geologia sono stati principalmente le sue attente osservazioni dei vulcani del Nuovo mondo. Dimostrò che questi si presentano normalmente in strutture lineari, che a occhio nudo coincidono con le enormi divisioni del sottosuolo. Il suo accenno all'origine vulcanica delle rocce che talvolta venivano considerate depositi sedimentari delle acque, è stato un contributo essenziale all'eliminazione di opinioni erronee. Con questo venne completamente archiviata la cosiddetta ipotesi del nettunismo.
Degno di nota è anche il suo saggio politico sul regno di Nuova Spagna, che ha apportato un'ingente quantità di materiale sulla geografia e sulla geologia del Messico, comprese le descrizioni delle condizioni politiche, sociali ed economiche nonché abbondanti statistiche sulla popolazione. L'invocazione che formulò in quest'opera contro la disumanità della schiavitù rimase tuttavia inascoltata, mentre le sue descrizioni delle miniere d'argento messicane portarono a numerosi investimenti di capitale straniero.

## Il periodo parigino
Quando il naturalista tedesco arrivò a Bordeaux nell'agosto del 1804 dopo più di cinque anni di assenza, era, accanto a Napoleone, l'uomo più famoso del mondo. Humboldt si trattenne per quasi un ventennio principalmente a Parigi, la capitale europea della cultura e della scienza, per valutare la sua spedizione e pubblicarla. A Parigi trovò come collaboratori non solo scienziati francesi - i più famosi di allora - ma anche incisori ramai per le sue mappe e le sue illustrazioni ed editori che gli pubblicarono l'opera, il primo dei successivi 34 volumi intitolato Saggio sulla geografia delle piante ritenuto oggi il primo libro scritto con taglio ecologico. Questo lavoro gli dissipò quasi completamente il suo intero capitale. Al contrario di Humboldt, Bonpland mostrò un interesse minore al lavoro scientifico della spedizione.
Durante il periodo parigino il socievole naturalista sperimentò l'eccezionale vita della metropoli dove conobbe e frequentò anche Simón Bolívar. Di giorno lavorava all'elaborazione delle sue ricerche, mentre di notte normalmente appariva nei saloni della società parigina, dove solitamente dominava la conversazione.
Nel 1805 Alexander von Humboldt divenne ciambellano del Regno di Prussia e membro dell'Accademia delle Scienze di Berlino (Akademie der Wissenschaften). Negli anni tra il 1807 e il 1833 pubblicò un'opera in 34 volumi sulla spedizione in Sudamerica in lingua francese, corredata di molte mappe a colori e di illustrazioni. Ma nel 1827 finirono i suoi giorni fortunati di Parigi: re Federico Guglielmo III lo chiamò definitivamente a Berlino. Humboldt obbedì alla chiamata, anche perché era praticamente senza mezzi economici.
Insieme ad altri delegati rappresentò la Prussia al Congresso di Vienna.

## Spedizione in Asia centrale

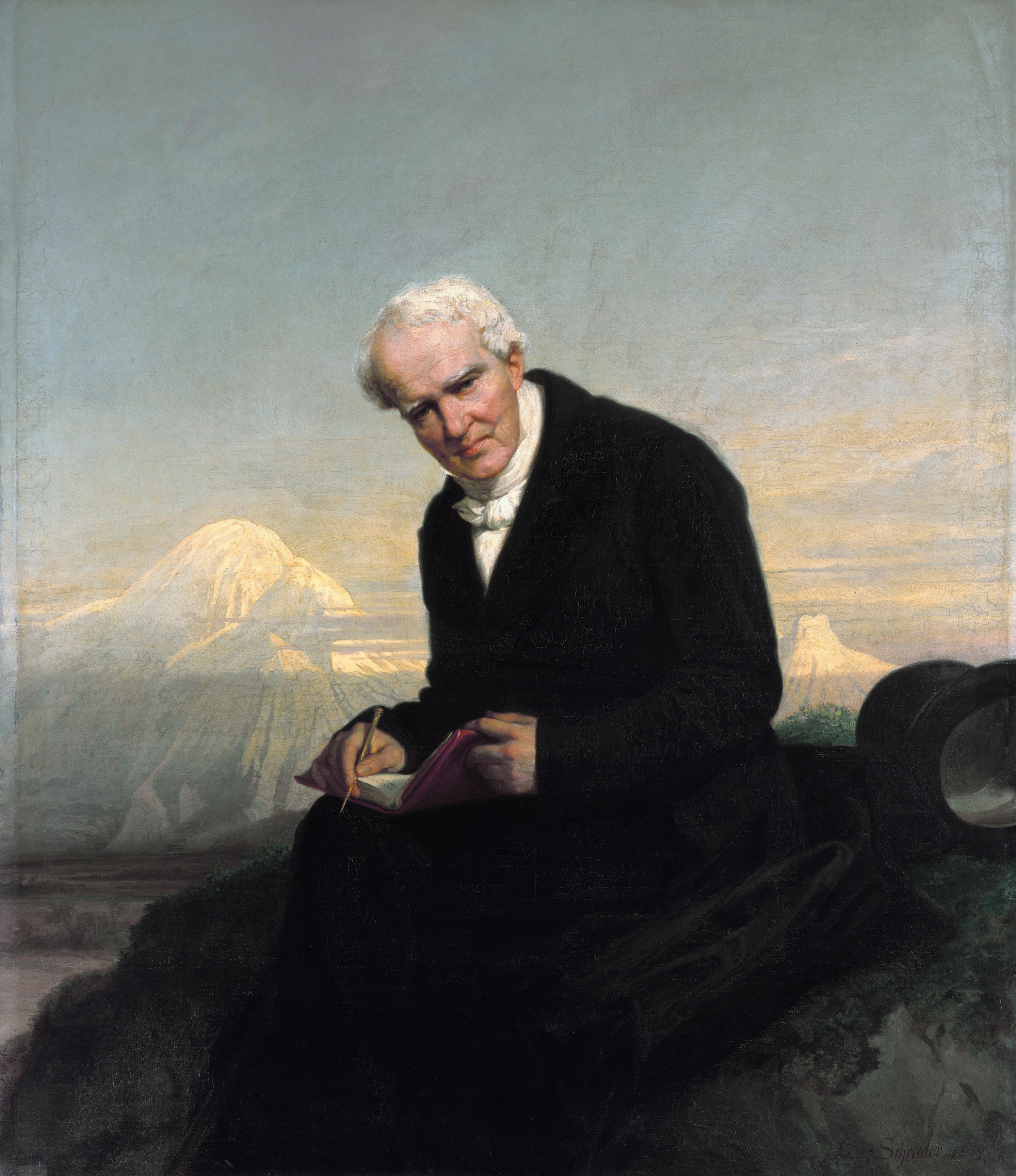
L'ultimo ritratto di Alexander von Humboldt di Julius Schrader (1859). Sullo sfondo il Chimborazo

Quando aveva 60 anni lo zar di Russia Nicola I gli finanziò un viaggio per ottenere informazioni su possibili giacimenti minerari da sfruttare. Nel giro di sei mesi percorse a bordo di una carrozza quasi 15 000 km in compagnia del mineralogista Gustav Rose, sostando in ben 12 244 stazioni di posta. La spedizione lo portava oltre gli Urali nelle steppe siberiane, al di là dei monti Altai fino al confine con la Cina.
Qui studiò la natura del mar Caspio e fece esperimenti sulla natura chimica della sua acqua, descrisse diverse famiglie di pesci, raccolse piante, misurò altitudini, temperature e il magnetismo, prese campioni di pietre e scoprì la prima miniera di diamanti al di fuori dei tropici. Al contrario della spedizione sudamericana questa non era una spedizione libera. Humboldt si era impegnato di fronte allo zar di non commentare la situazione politica del paese. Tutto il suo viaggio fu sorvegliato da poliziotti e funzionari.
Si era accordato con la potenza la cui tirannia egli odiava più di altre. Humboldt commentò i controlli con le parole: "Non potevo fare un passo, senza che mi trascinassero via come fossi stato malato".
I risultati della spedizione furono tuttavia apprezzati dagli scienziati russi e venne ricevuto alla corte di San Pietroburgo.
Nel 1843 e nel 1844 venne pubblicato il suo lavoro russo "Asie centrali".

## Gli ultimi anni della sua vita a Berlino
(Questa idea lo tenne impegnato fino agli ultimi giorni della sua vita.)

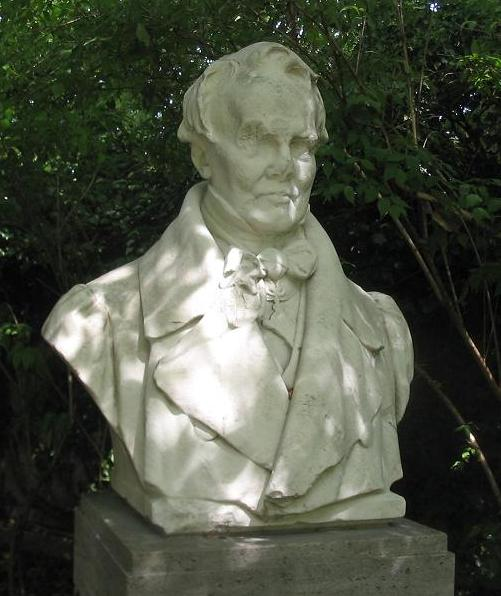
Humboldt (Karl Begas, 1900, Berlino, Tiergarten)

Negli ultimi venticinque anni della sua vita Alexander von Humboldt scrisse a Berlino la sua opera scientifica principale, Il cosmo. L'opera è una delle più ambiziose nel mondo scientifico che mai siano state pubblicate. Con Il cosmo cerca di descrivere in maniera intelligibile la struttura dell'Universo dal punto di vista delle conoscenze di allora in uno stile piacevolmente letterario.
I cinque tomi Il cosmo, progetto di una descrizione fisica del mondo (Kosmos, Entwurf einer physischen Weltbeschreibung), vennero pubblicati tra il 1845 e il 1862. Il quinto volume uscì postumo. Tutti e cinque i volumi raggiunsero una tiratura di 87 000 copie, cosa sensazionale per i tempi. Nel giro di poco tempo vennero tradotti in quasi tutte le lingue d'Europa.
Quando a Berlino nel 1848 le rivolte culminarono nelle barricate, Humboldt si sentì sentimentalmente legato ai rivoluzionari. Alle esequie in onore dei Märzgefallenen (caduti di marzo) Humboldt era presente. Nel 1857 si impegnò per l'abolizione della seconda servitù della gleba in Prussia. Alexander von Humboldt morì all'età di 89 anni a Berlino il 6 maggio 1859, proprio mentre stava terminando pacificamente l'opera Il cosmo. Alexander von Humboldt stesso definì così la morte: "La morte è la fine di quella condizione di noia che chiamiamo vita". Non aveva alcun congiunto. Dopo l'imponente funerale di Stato a cui parteciparono decine di migliaia di persone, venne sepolto nella tomba di famiglia degli Humboldt nel parco dello Schloss Tegel a Berlino.
La sua vita ci mostra come abbia inseguito per tutta la sua esistenza un sogno senza curarsi degli interessi finanziari, anche se questo lo portò alla rovina economica. È stato un modello di ricercatore sentimentale.

## Pensiero
Alla sua passione per le scienze naturali la frequentazione con Goethe lo indusse a unire gli aspetti scientifici con il sentimento e l'arte, portandolo a essere compreso e apprezzato anche dal largo pubblico. Diffuse un approccio laico e olistico verso gli aspetti naturali, considerati non singolarmente ma tutti interconnessi, localmente come globalmente. Portò all'attenzione gli impatti deleteri delle attività umane sull'ambiente, deforestazioni, opere idrauliche, industrie. Contestò la schiavitù, il colonialismo, lo sfruttamento intensivo. Dotato di una loquacità irrefrenabile e comunicativa, unita alla vastità delle sue conoscenze, lo portava a essere sempre al centro dell'attenzione e le sue conferenze erano sempre affollate. Divulgava il proprio sapere a piene mani e considerava lo scambio delle conoscenze scientifiche doveroso e senza confini politici o economici. Nelle sue opere si preoccupava di fornire le mappe e le illustrazioni dai migliori incisori.

## Contributi alla tassonomia
Durante le sue esplorazioni von Humboldt descrisse innumerevoli specie animali e vegetali sino ad allora sconosciute in Europa. Tra le specie che portano il suo nome:
- Spheniscus humboldti
- Lilium humboldtii
- Phragmipedium humboldtii
- Quercus humboldtii
- Conepatus humboldtii
- Annona humboldtii
- Annona humboldtiana
- Utricularia humboldtii
- Geranium humboldtii
- Humboldtia laurifolia

## Opere
- Vues des Cordillères et Monuments des Peuples Indigènes de l'Amérique.
- Ansichten der Natur, Quadri della natura, Traduzione di Grazia Melucci. Codice Edizioni, 2018, ISBN 9788875787691
- Voyage aux régions équinoxiales du Nouveau Continent: fait en 1799, 1800, 1801, 1803 et 1804 (in italiano: Viaggio nelle regioni equinoziali del Nuovo Continente: scritto nel 1799, 1800, 1801, 1803 e 1804)
- Examen critique de l'histoire de la géographie du Nouveau continent.
- Mineralische Beobachtungen über einige Basalte am Rhein
- Zentralasien
- Vorträge
- (FR) Recueil d'observations astronomiques, d'opérations trigonométriques et de mesures barométriques, vol. 1, Parigi, Maximilian Samson Friedrich Schöll, 1808.
  - (FR) Recueil d'observations astronomiques, d'opérations trigonométriques et de mesures barométriques, vol. 2, Parigi, Maximilian Samson Friedrich Schöll, 1810.
- (DE) Kosmos, vol. 1, Stoccarda, Johann Georg Cotta, 1845.
  - (DE) Kosmos, vol. 2, Stoccarda, Johann Georg Cotta, 1847.
  - (DE) Kosmos, vol. 4, Stoccarda, Johann Georg Cotta, 1858.
  - (DE) Kosmos, vol. 6, Stoccarda, Johann Georg Cotta, 1862.
- (FR) [Opere. Lettere e carteggi], vol. 1, Parigi, Ducrocq, 1865.
- (FR) [Opere. Lettere e carteggi], vol. 2, Parigi, Guérin, 1869.
- (LA) Florae fribergensis specimen, Berlino, Heinrich August Rottmann, 1793.

## Riconoscimenti
Nel 1837 ottenne la medaglia Copley per l'approfondimento delle conoscenze naturalistiche.

## Intitolazioni
Gli è stato dedicato l'asteroide 4877 Humboldt.
L'università di Berlino è stata intitolata nel 1949 ai fratelli Humboldt.
Una fondazione scientifica tedesca è stata chiamata Alexander von Humboldt Foundation.
Il premio Humboldt (Humboldt Prize), conosciuto anche come Humboldt Research Award, conferito dalla Alexander von Humboldt Foundation è stato istituito in suo onore.
La medaglia Alexander von Humboldt (Alexander von Humboldt Medal), conferita dalla International Association for Vegetation Science (IAVS) ha preso il suo nome.
La medaglia Alexander von Humboldt (Alexander von Humboldt Medal) conferita dalla European Geosciences Union prende il suo nome.

## Riferimenti nella cultura di massa
- L'autore colombiano Gabriel García Márquez nomina lo scienziato tedesco nel romanzo Cent'anni di solitudine. Nel passo in questione, il nome dello scienziato è tra le poche parole che Aureliano Buendía discerne dai deliri poliglottici del gitano Melquíades.

- Alexander von Humboldt è co-protagonista del romanzo La misura del Mondo dello scrittore tedesco Daniel Kehlmann insieme al matematico e astronomo, nonché, secondo il libro, amico di Humboldt stesso, Carl Friedrich Gauss.
- Compare nel film L'altra Heimat (2013) di Edgar Reitz, interpretato dal regista Werner Herzog.
- Il personaggio di Alexander von Humboldt è ripreso nel videogame Age of Empires III, ove è l'esploratore della colonia tedesca.
- Humboldt è il nome del fiume che divide l'isola di Broker da quella di Algonquin nel videogioco Grand Theft Auto IV.

| Humb. è l'abbreviazione standard utilizzata per le piante descritte da Alexander von Humboldt. Consulta l'elenco delle piante assegnate a questo autore dall'IPNI. |

| Humboldt è l'abbreviazione standard utilizzata per le specie animali descritte da Alexander von Humboldt. Categoria:Taxa classificati da Alexander von Humboldt |